# Scrophularia lowei
Scrophularia lowei — вид рослин з родини Ранникові (Scrophulariaceae), ендемік Мадейри.

## Поширення
Ендемік Мадейри (о. Мадейра, Дезерташ, Порту-Санту).